# Cal Rus (Poboleda)
Cal Rus és una obra de Poboleda (Priorat) inclosa a l'Inventari del Patrimoni Arquitectònic de Catalunya.

## Descripció
Edifici de paredat, arrebossat, de planta baixa, entresòl, pis i golfes. Destaca una gran portalada de pedra amb la clau ornamentada i datada al 1796. A la porta hi ha un interessant picador de ferro. A la façana s'obren diverses finestres a nivell d'entresòl i també balcons, dos dels quals són moderns. Al primer pis hi ha tres balcons, amb àmplies obertures i amb el quart superior de fusta decorada.

## Història
Bastit a la fi del segle xviii, l'edifici és una mostra del creixement urbà experimentat aquell segle i posa de relleu, també, la puixança econòmica de la població. La construcció fou modificada al segle XX per l'addició de dos balcons a nivell d'entresòl.